# Де Бургуэн, Эктор
Эктор Адольфо Де Бургуэн (исп. Héctor Adolfo De Bourgoing; 23 июня, в некоторых источниках 23 июля 1934, Посадас — 22 января 1993, Бордо), в некоторых источниках де Бургуэн — аргентинский и французский футболист, нападающий.

## Карьера
Эктор Де Бургуэн, сын французских дипломатов, приехавших в Аргентину в 1930-х, начал карьеру в клубе «Тигре». В первом же сезоне он забил за клуб 11 голов, создав пару нападения с Эрнесто Куккьярони. В 1956 году его вызвали в состав сборной Аргентины, где он дебютировал 10 октября, выйдя на замену. В 1957 году он перешёл в клуб «Ривер Плейт», где его планировали на замену Сантьяго Вернассы, который ушёл в «Палермо». 5 марта Де Бургуэн дебютировал в составе клуба в матче с «Росарио Сентраль». 12 марта он забил первый мяч за клуб, поразив ворота «Лануса» (5:2). В первом же сезоне Эктор составил одну из самых результативных линий нападения в истории команды, состоявшую из него, Элисео Прадо, Норберто Менендес, Анхеля Лабруны и Роберто Сарате. Они вместе забили 75 голов в 30 матчах. Де Бургуэн провёл ещё один сезон в «Ривере», после чего возвратился в «Тигре».
В августе 1959 года Де Бургуэн перешёл во французскую «Ниццу», куда его порекомендовал Габриэль Ано. Уже на втором сезоне в клуб Эктор занял пятое место среди лучших бомбардиров чемпионата Франции. А в сезоне 1962/1963 занял седьмое место в списке лучших бомбардиров. По окончании сезона форвард стал игроком «Бордо». В первом же сезоне в клубе Эктор стал лучшим бомбардиром команды и восьмым бомбардиром чемпионата. А в сезоне 1965/1966 пятым бомбардиром чемпионата. Всего за «Бордо» Де Бургуэн провёл 143 матча и забил 68 голов. В 1969 году он стал игроком «Расинга» из Парижа, где он и завершил карьеру. После этого Эктор возвратился в «Бордо», где работал с молодёжными составами команды. Де Бургуэн умер от рака после продолжительной болезни 22 января 1993 года в своём доме в Гран Парк в Бордо.

## Статистика

### Клубная
| Сезон     | Команда        | Чемпионат  | Чемпионат | Чемпионат | Кубок | Кубок | Кубок Драго | Кубок Драго | Континент. | Континент. |
| Сезон     | Команда        | Лига       | Игры      | Голы      | Игры  | Голы  | Игры        | Голы        | Игры       | Голы       |
| --------- | -------------- | ---------- | --------- | --------- | ----- | ----- | ----------- | ----------- | ---------- | ---------- |
| 1954      | Тигре          | Примера    | 26        | 11        | —     | —     | —           | —           | —          | —          |
| 1955      | Тигре          | Примера    | 27        | 8         | —     | —     | —           | —           | —          | —          |
| 1956      | Тигре          | Примера    | 27        | 10        | —     | —     | —           | —           | —          | —          |
| 1957      | Ривер Плейт    | Примера    | 26        | 13        | —     | —     | —           | —           | —          | —          |
| 1958      | Ривер Плейт    | Примера    | 17        | 8         | —     | —     | —           | —           | —          | —          |
| 1959      | Тигре          | Дивизион B | 18        | 10        | —     | —     | —           | —           | —          | —          |
| 1959/1960 | Ницца          | Дивизион 1 | 31        | 14        | 3     | 1     | 1           | 1           | 5          | 1          |
| 1960/1961 | Ницца          | Дивизион 1 | 26        | 20        | 3     | 3     | —           | —           | —          | —          |
| 1961/1962 | Ницца          | Дивизион 1 | 25        | 11        | 1     | 0     | —           | —           | —          | —          |
| 1962/1963 | Ницца          | Дивизион 1 | 32        | 20        | 4     | 3     | —           | —           | —          | —          |
| 1963/1964 | Бордо          | Дивизион 1 | 27        | 15        | 4     | 0     | —           | —           | —          | —          |
| 1964/1965 | Бордо          | Дивизион 1 | 31        | 12        | 1     | 1     | —           | —           | 1          | 0          |
| 1965/1966 | Бордо          | Дивизион 1 | 27        | 21        | 1     | 0     | —           | —           | —          | —          |
| 1966/1967 | Бордо          | Дивизион 1 | 25        | 10        | 1     | 0     | —           | —           | 1          | 0          |
| 1967/1968 | Бордо          | Дивизион 1 | 27        | 7         | 4     | 2     | —           | —           | 4          | 0          |
| 1968/1969 | Бордо          | Дивизион 1 | 7         | 3         | 2     | 1     | —           | —           | —          | —          |
| 1969/1970 | Расинг (Париж) | Дивизион 2 | 18        | 6         | 7     | 1     | —           | —           | —          | —          |

### Международная
| Матчи Эктора Де Бургуэна за сборную Франции | Матчи Эктора Де Бургуэна за сборную Франции | Матчи Эктора Де Бургуэна за сборную Франции | Матчи Эктора Де Бургуэна за сборную Франции | Матчи Эктора Де Бургуэна за сборную Франции | Матчи Эктора Де Бургуэна за сборную Франции | Матчи Эктора Де Бургуэна за сборную Франции |
| ------------------------------------------- | ------------------------------------------- | ------------------------------------------- | ------------------------------------------- | ------------------------------------------- | ------------------------------------------- | ------------------------------------------- |
| №                                           | Дата                                        | Место проведения                            | Оппонент                                    | Счёт                                        | Голы                                        | Турнир                                      |
| 1                                           | 11 апреля 1962                              | Париж                                       | Польша                                      | 1:3                                         | 1                                           | Товарищеский матч                           |
| 2                                           | 5 мая 1962                                  | Флоренция                                   | Италия                                      | 1:2                                         | —                                           | Товарищеский матч                           |
| 3                                           | 15 июля 1966                                | Лондон                                      | Уругвай                                     | 1:2                                         | 1                                           | Чемпионат мира                              |

## Достижения
- Чемпион Аргентины: 1957
- Чемпион Южной Америки: 1957

## Личная жизнь
У Де Бургуэна была дочь Елена и двое внуков, Сара Хуанеда и Винсент Хуанеда.